# Les Essarts (Loir-et-Cher)
Les Essarts é uma comuna francesa na região administrativa do Centro, no departamento de Loir-et-Cher. Estende-se por uma área de 4,38 km². Em 2010 a comuna tinha 106 habitantes (densidade: 24,2 hab./km²).